# HD 182475
Désignations
HD 182475 est une étoile variable de type Delta Scuti de la constellation de l'Aigle, située à ∼ 350 a.l. (∼ 107 pc) de la Terre.